# Leonhard Seppala
Leonhard Seppala (Skibotn, 14 settembre 1877 – Seattle, 29 gennaio 1967) è stato un musher norvegese naturalizzato statunitense.

## Biografia
La storia di Leonhard Seppala è strettamente legata a quella dei cani da slitta. Nel 1913 Roald Amundsen era in procinto di organizzare una spedizione al Polo Nord e degli esemplari di provenienza siberiana accuratamente selezionati vennero affidati per l'addestramento a Seppala, ma nel 1914 la prima guerra mondiale causò l'abbandono del progetto. Gli equipaggi di Seppala vinsero comunque le ultime tre edizioni della corsa con i cani da slitta Sweepstakes (1915, 1916 e 1917), prima che l'ingresso degli Stati Uniti nel conflitto mondiale ne decretasse la fine.
Un episodio che contribuì alla definitiva consacrazione di Seppala e del Siberian Husky da lui selezionato risale al gennaio 1925, quando a Nome, in Alaska, scoppiò un'epidemia di difterite: a causa delle pessime condizioni climatiche era impossibile raggiungere la città. Fu quindi organizzata una staffetta di slitte, trainate da molti Siberian Husky, che riuscirono a far giungere in tempo il siero anti-difterico.
In questa staffetta si distinsero Seppala e il suo cane caposlitta, Togo. L'impresa, che coprì 1085 km attraverso i territori dell'Alaska, è ricordata come "corsa del siero" e viene oggi rievocata con l'Iditarod che ripercorre le stesse tappe dell'epoca.
Nel 1930 il Siberian Husky venne riconosciuto come razza dall'American Kennel Club. Tutti gli husky registrati ad oggi vantano origini riconducibili al kennel di Seppala e Ricker o a quello di Wheeler, un altro musher plurivincitore.
Seppala partecipò inoltre ai III Giochi olimpici invernali del 1932, giungendo secondo nell'evento dimostrativo della corsa con i cani da slitta, dietro al canadese Emile St. Godard.
Seppala riposa nel cimitero di Nome, Alaska.